# Dharampur (Gujarat)
Dharampur (Gujarati: ધરમપુર) ist ein etwa 25.000 Einwohner zählender Ort im äußersten Südosten des indischen Bundesstaats Gujarat.

## Lage
Dharampur liegt in einer Höhe von ca. 75 m ü. d. M. in den westlichen Ausläufern des nördlichen Teils der Westghats ca. 100 km (Fahrtstrecke) südlich der Hafen- und Millionenstadt Surat. Die indische Metropole Mumbai befindet sich ca. 200 km südlich. Die bis zum Jahr 1961 portugiesische Stadt Daman liegt etwa 60 km südwestlich. Das Klima ist selbst für indische Verhältnisse heiß und in den Monsunmonaten Juni bis Oktober äußerst regenreich.

## Bevölkerung
Ca. 85 % der Einwohner sind Hindus und ca. 14,5 % sind Moslems; der Rest entfällt auf andere Glaubensgemeinschaften wie Sikhs, Jains und Christen. Der Anteil von Männern und Frauen ist in etwa gleich hoch.

## Wirtschaft
Der Ort war und ist seit Jahrhunderten das merkantile und handwerkliche Zentrum der Region. Heute gibt es zahlreiche Hotels aller Kategorien.

## Geschichte
Dharampur wurde im Jahr 1766 durch Raja Dharamdev, den damaligen Herrscher des gleichnamigen Fürstenstaats, gegründet; im Jahr 1802 kam es unter britische Oberherrschaft, doch behielt der Fürstenstaat bis zur Integration in das indische Staatswesen im Jahr 1948 weitgehende Autonomierechte. Er spielte eine nicht unbedeutende Rolle im Handel mit den Portugiesen und Briten.

## Sehenswürdigkeiten

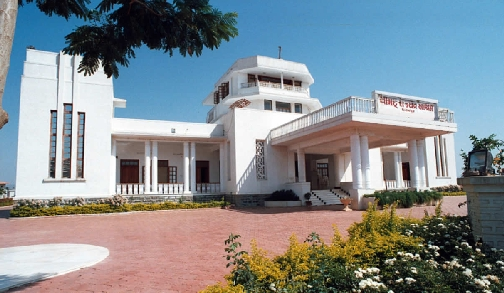
Shrimad Rajchandra Mission

Der Ort bietet nur wenige historisch oder kulturell bedeutsame Sehenswürdigkeiten.
- Der Lakshmi Temple wurde im ausgehenden 19. Jahrhundert erbaut; seine Architektur verrät starke europäische Einflüsse.
- Das am Ortsrand stehende Gebäude der Shrimad Rajchandra Mission entstand erst im ausgehenden 20. Jahrhundert.

Umgebung
- Ca. 25 km östlich liegt die noch unter britischer Herrschaft initiierte Hill Station der Wilson Hills.